# Vesmírný závod

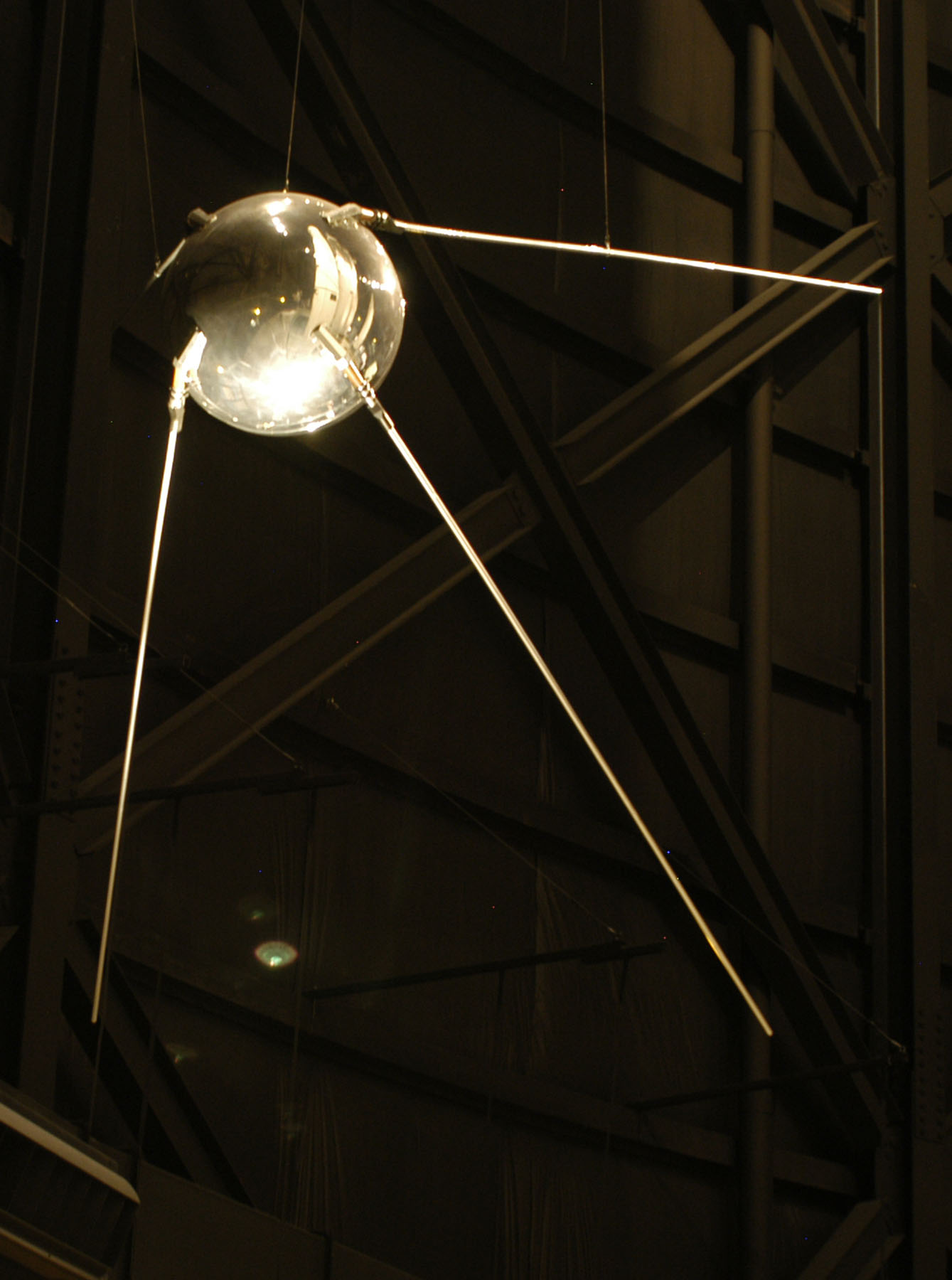
Vesmírný závod odstartovala první umělá družice Země Sputnik 1

Vesmírný závod (někdy též vesmírné závody) je pojem, který se používá k označení neoficiálního soupeření mezi Sovětským svazem a Spojenými státy o vědecko-technickou převahu v oblasti dobývání a výzkumu kosmického prostoru během studené války. Toto soupeření probíhalo v zásadě od roku 1957 do poloviny 70. let a obě supervelmoci do něj investovaly značné finanční, materiální a lidské zdroje. Díky tomu došlo v poměrně krátkém období k takovému vědecko-technickému pokroku, jaký neměl do té doby v historii lidstva pravděpodobně obdobu, a díky kterému se otevřely rozsáhlé možnosti pro výzkum a využívání kosmického prostoru.

## Pozadí a začátky
Kořeny začátku vesmírného závodu lze hledat již v období druhé světové války, kdy nacistické Německo dosáhlo díky práci vědců, jako byli Hermann Oberth a Wernher von Braun, značného pokroku v oblasti raketové techniky, což umožnilo vznik a vojenské použití první balistické rakety V-2. Již během války se o tuto relativně novou oblast začaly nezávisle na sobě zajímat jak SSSR, tak USA. Těsně před koncem války se Spojeným státům podařilo získat Wernhera von Brauna a více než stovku jeho spolupracovníků. Američané je přiměli ke spolupráci a přepravili do USA. Získali také technickou dokumentaci a kompletní rakety V-2. Díky takto získanému know-how mohli po válce začít s vývojem vlastní raketové techniky, jež byla zpočátku, stejně jako v SSSR, určena téměř výhradně pro vojenské účely. Sovětský svaz získal z německa 170 raketových odborníků, navíc již během války obsadil Peenemünde, kde probíhal vývoj raket V-2, a toto výzkumné centrum následně patřilo do Sovětské okupační zóny. Toto jim umožnilo velmi rychlý rozvoj raketové techniky, z počátku založené na kopiích německých konstrukcí (raketa R-1). V polovině 50. let tak SSSR vlastnil výkonnější balistické rakety než USA. Mezi hlavní postavy Ruského raketového průmyslu patřili především konstruktéři, jako byli Sergej Koroljov a Valentin Gluško.

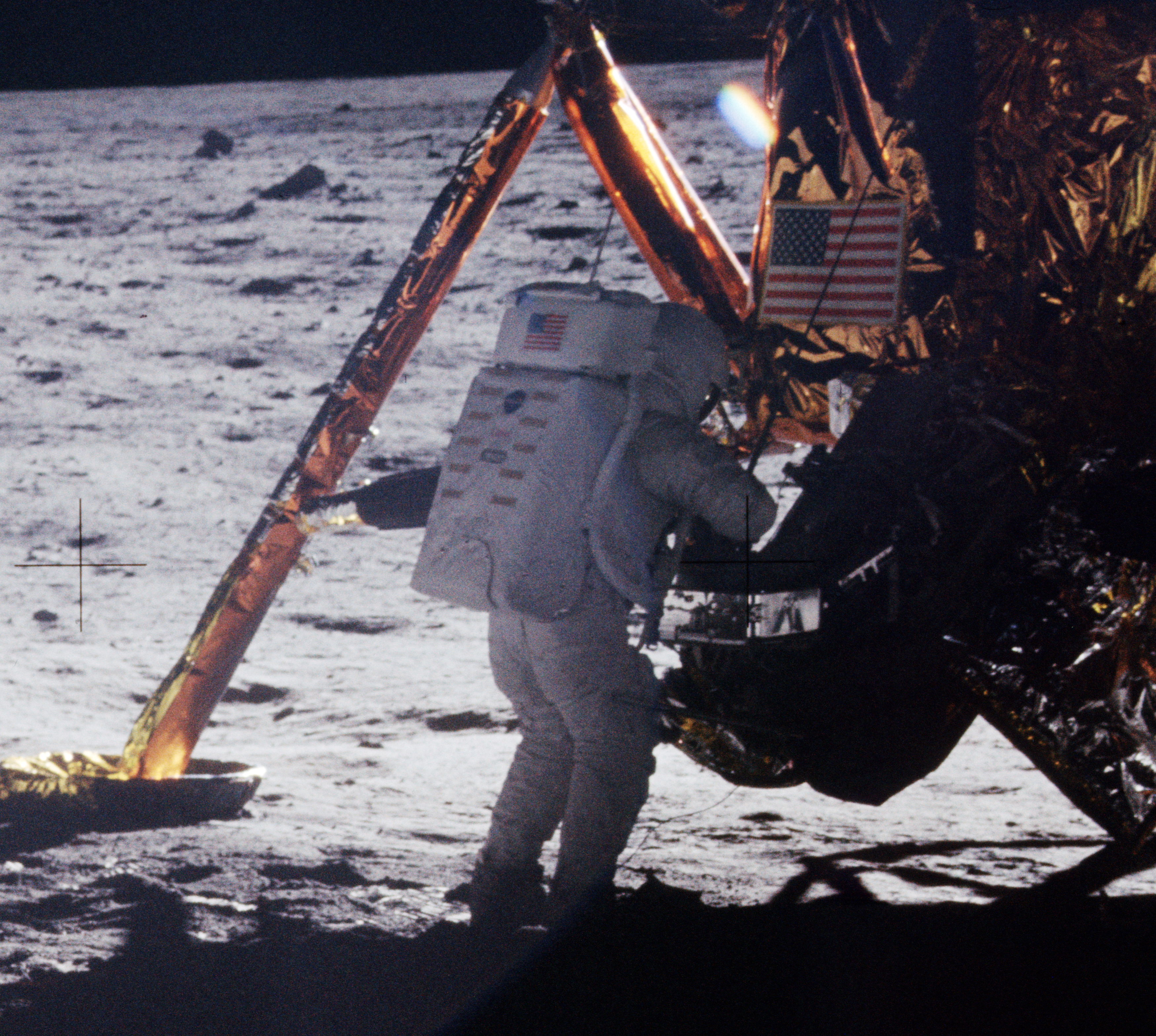
Neil Armstrong, první člověk na Měsíci

O začátku vesmírného závodu lze prakticky hovořit už od tohoto období, zejména poté, co Američané v roce 1955 ohlásili svůj záměr vypustit v rámci Mezinárodního geofyzikálního roku v letech 1957–1958 první umělou družici Země. Krátce nato oznámili stejný záměr i Sověti, kteří už měli rozpracovanou mezikontinentální balistickou raketu R-7, o níž věděli, že je silnější než připravovaná americká nosná raketa Vanguard a že po menší úpravě dokáže tuto úlohu bez problémů splnit. Američané však v té době neměli o výkonu sovětských raket žádné informace a zpočátku vůbec nepředpokládali, že by je Rusové mohli předběhnout.

## Průběh vesmírného závodu
Sověti však dokázali svůj záměr úspěšně uskutečnit. Stalo se tak 4. října 1957, kdy se jim podařilo vypustit první umělou družici Země Sputnik 1. Tím byl definitivně odstartován vesmírný závod. Překvapení Američané se dva měsíce nato pokusili vypustit vlastní družici Vanguard TV3, raketa však těsně po startu explodovala přímo na rampě. Sověti zatím vypustili i druhý satelit, Sputnik 2, který měl na palubě dokonce prvního živého tvora – psa Lajku. Američanům se podařilo úspěšně vypustit vlastní satelit Explorer 1 až 31. ledna 1958.
V následujících letech se mezi oběma supervelmocemi naplno rozhořel boj o menší i větší vesmírná prvenství, přičemž jeho dalším velkým mezníkem se stala snaha o vypuštění prvního člověka do vesmíru. Prvenství získal opětovně Sovětský svaz, který 12. dubna 1961 vypustil v kosmické lodi Vostok 1 na oběžnou dráhu kosmonauta Jurije A. Gagarina. Americká odpověď ─ vyslání astronauta Johna Glenna na oběžnou dráhu Země ─ přišla až 20. února 1962.
Po ztrátě tohoto prvenství prohlásil americký prezident John F. Kennedy, že USA vyšlou do konce desetiletí prvního člověka na Měsíc.
Tímto proslovem z května 1961 před oběma komorami Kongresu fakticky začal závod, tedy nejnáročnější a nejkomplexnější fáze ─ souboj o Měsíc. Svůj závazek pak Kennedy zopakoval v projevu na Riceově univerzitě v září 1962.
Sovětský svaz, jenž dosud vedl, začal v polovině 60. let ztrácet svůj náskok. Dělo se tak zejména vzhledem k nedostatečnému financování a také díky řadě organizačních problémů i vnitřní rivalitě, jež se objevily především po předčasné smrti hlavního konstruktéra Sergeje Koroljova v roce 1966. Sovětský lunární program neustále ztrácel dech v souboji s podstatně mnohem lépe finančně zajištěným a organizovaným americkým programem Apollo. Američanům se už v prosinci 1968 podařilo vyslat na oběžnou dráhu Měsíce kosmickou loď Apollo 8 s třemi astronauty na palubě a 20. července 1969 přistál lunární modul mise Apollo 11 s Neilem Armstrongem a Edwinem Aldrinem úspěšně na povrchu Měsíce.

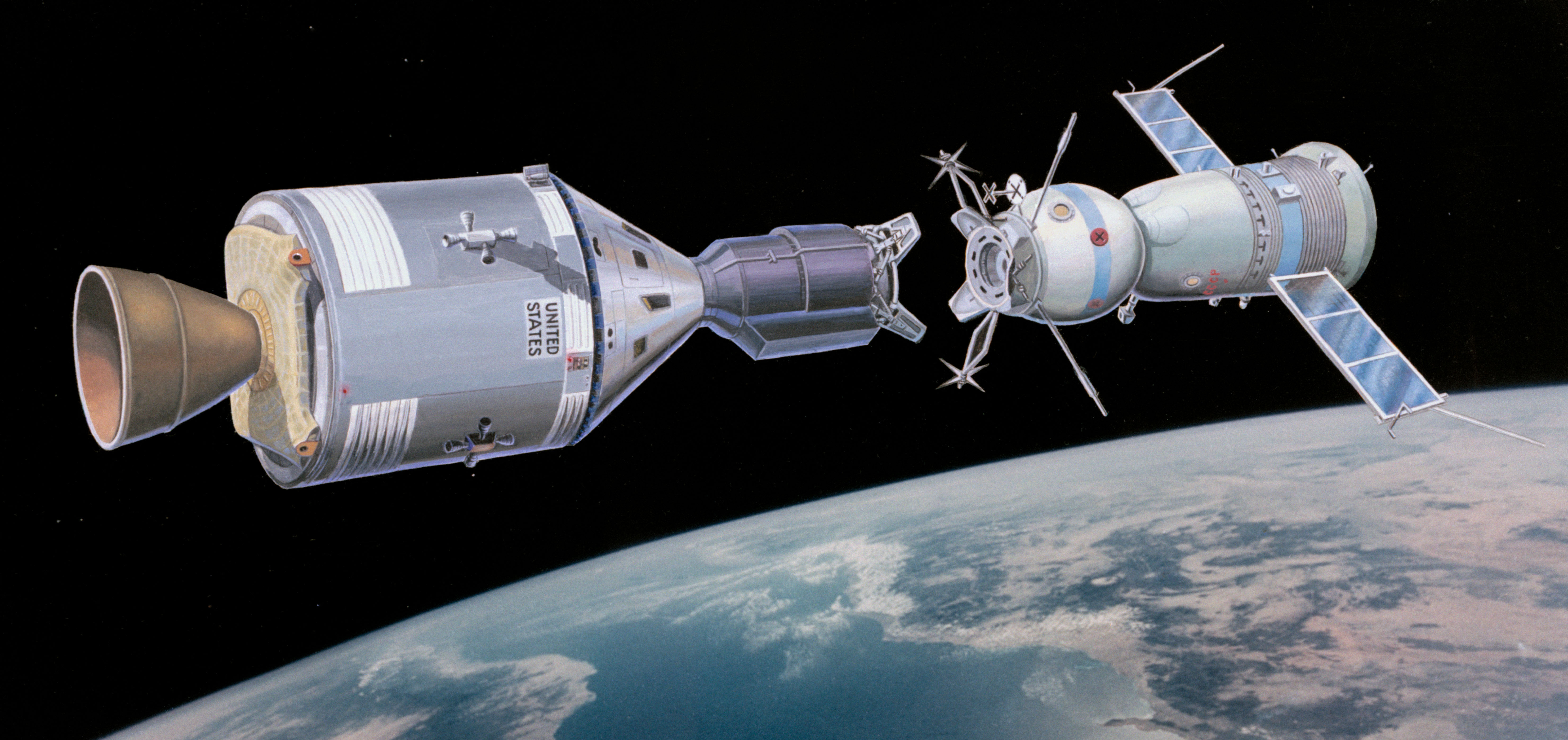
Program Sojuz-Apollo se stal počátkem mezinárodní spolupráce při výzkumu vesmíru

Tím v podstatě vesmírný závod vyvrcholil, nicméně souboj o menší vesmírná prvenství mezi oběma supervelmocemi pokračoval i nadále. SSSR se v pilotované kosmonautice začal více věnovat stavbě vesmírných stanic, zatímco USA začaly s vývojem raketoplánu. Přestože se za symbolické ukončení vesmírného závodu považuje společná sovětsko-americká mise Sojuz-Apollo, jež se uskutečnila v roce 1975, vzájemné soupeření v kosmonautice pokračovalo v menší míře až do konce studené války.